# Benjamin Henry Latrobe, II
Pour les articles homonymes, voir Latrobe.
Benjamin Henry Latrobe, II est un ingénieur civil américain né à Philadelphie, Pennsylvanie, le 19 décembre 1806, et mort à Baltimore le 19 octobre 1878 .

## Biographie
Benjamin Henry Latrobe, II, est le fils de Benjamin Henry Latrobe, second architecte du Capitole qui a reconstruit le Capitole après l'incendie de Washington par les troupes britanniques, en août 1814, pendant la guerre anglo-américaine de 1812. L'incendie a détruit le Capitole et la Maison-Blanche.
Benjamin Henry Latrobe, Jr. a d'abord vécu à Balitmore puis a suivi les cours du College of Arts and Sciences de Georgetown (Washington, D.C.) situé à l'ouest du centre administratif de Washington, la capitale fédérale.
Vers 1820, Benjamin Henry Latrobe, Jr. travaille avec son père sur le réseau d'approvisionnement en eau de La Nouvelle-Orléans. Son père y meurt le 3 septembre 1820 de maladie.

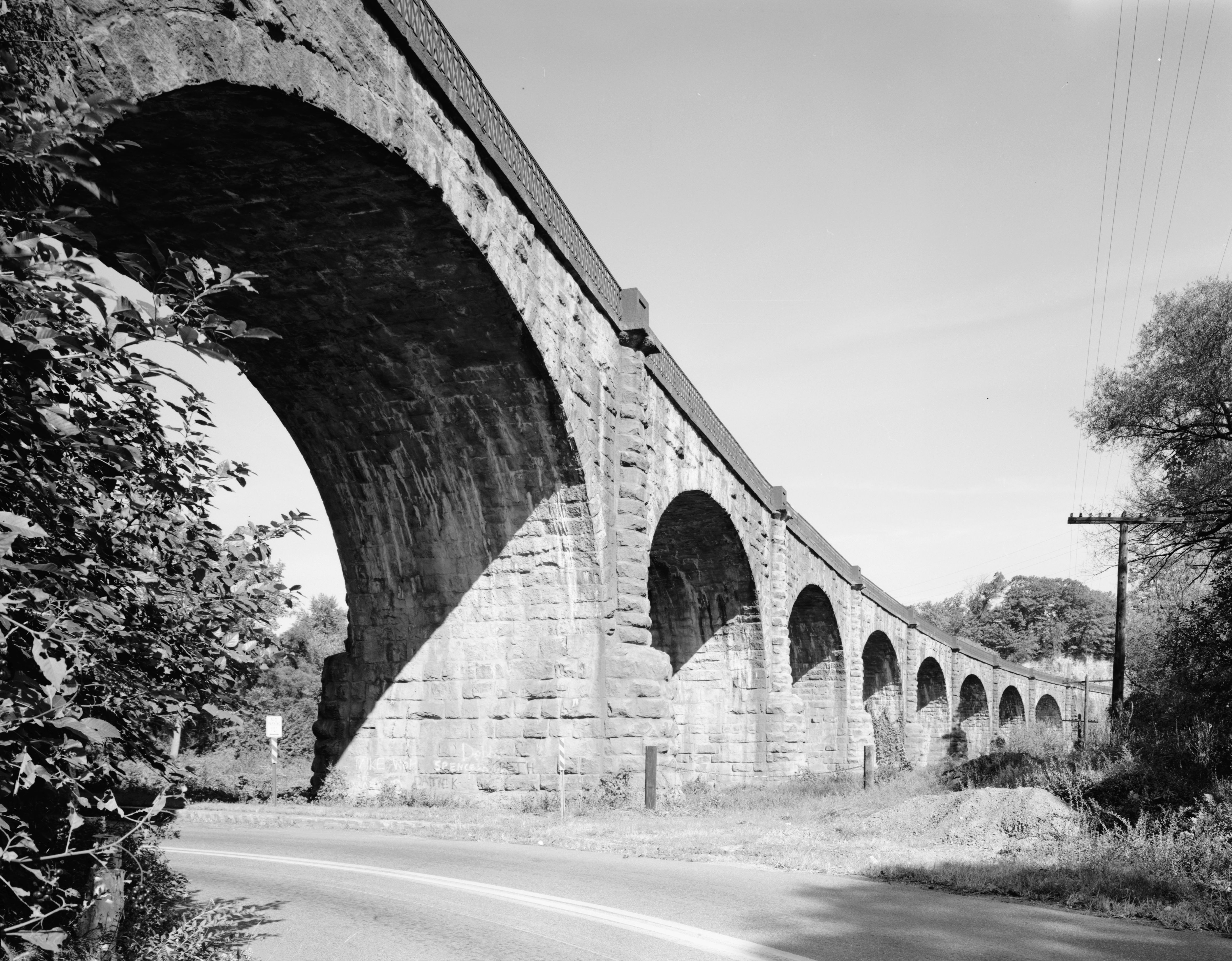
Thomas Viaduct

Il est engagé dans l'équipe d'inspecteurs par la compagnie Baltimore and Ohio Railroad (B&O) à l'été 1830. En 1832, il est ingénieur assistant pour arpenter et tracer la voie pour la ligne vers Washington. C'est pour cette ligne entre Baltimore et Washington qu'il conçoit Thomas Viaduct qui a été au moment de sa construction le plus grand pont des États-Unis. Il a été terminé en 1835. Ce viaduc franchit le fleuve Patapsco, entre Relay et Elkridge, comté de Howard (Maryland). Il a été ingénieur chargé des projets et a travaillé en étroite collaboration avec l'ingénieur en chef de la ligne, Caspar Wever. Ce viaduc avait été surnommé "Latrobe's Folly" par ceux qui doutaient de sa solidité. Il est encore en activité.
Il s'est marié le 12 mars 1833 avec Maria Eleanor "Ellen" Hazlehurst, à Salem (New Jersey).
Il est nommé en 1835 ingénieur en chef de la Baltimore and Port Deposit Railroad Company, chargé de la construction de la première ligne ferroviaire reliant Philadelphie à Baltimore.

Historique des ponts ferroviaires à Harpers Ferry, sur le Potomac

Latrobe revient à la Baltimore and Ohio Railroad (B&O) en 1836. Avec Lewis Wernwag, il a fait la conception du premier pont ferroviaire franchissant le Potomac, à Harpers Ferry, Virginie-Occidentale, qui est mis en service en 1837.
En 1842, la Baltimore and Ohio Railroad (B&O) l'a nommé ingénieur en chef, succédant à Jonathan Knight. Il est directeur général de la compagnie en 1847. En 1849, il travaille avec Albert Fink qui vient d'arriver d'Allemagne.
Il est devenu plus tard président de la compagnie Pittsburgh and Connellsville Railroad filiale de la Baltimore and Ohio Railroad (B&O) dans le district de Pittsburgh.
En les années 1860, Latrobe a été ingénieur consultant pour la compagnie Troy and Greenfield Railroad et a travaillé sur le tunnel du Hoosac dans le Massachusetts, qui a été le second plus long tunnel du monde.

## Pour approfondir